# کریپتوس (اسطوره)

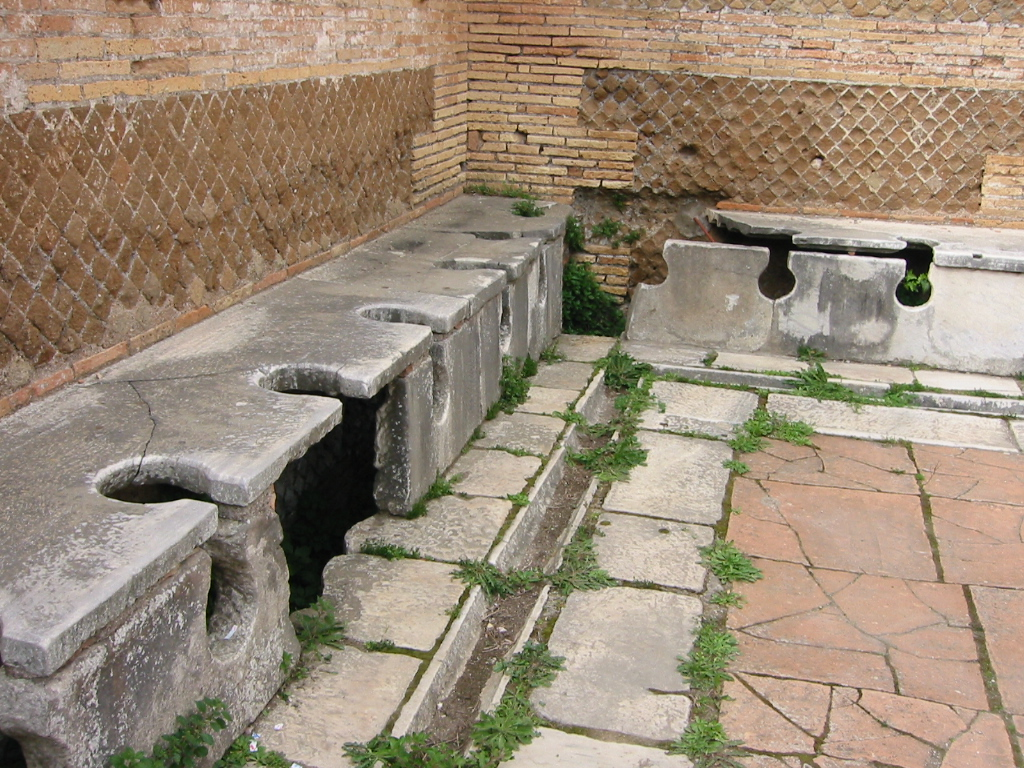
توالت‌های عمومی رومی از استیا آنتیکا

کریپتوس (انگلیسی: Crepitus) یک خدای ادعا شده در ارتباط با باد شکم در اسطوره‌شناسی روم است. بعید است که کریپتوس واقعاً هرگز پرستش شده باشد. تنها منبع باستانی برای ادعای پرستش چنین خدایی از طنز مسیحیت می‌آید. با این حال، کریپتوس در تعدادی از آثار مهم ادبیات فرانسه ظاهر می‌شود.